# Negera
Negera is een geslacht van vlinders van de familie eenstaartjes (Drepanidae), uit de onderfamilie Drepaninae.

## Soorten
- N. bimaculata (Holland, 1893)
- N. clenchi Watson, 1965
- N. confusa Walker, 1855
- N. disspinosa Watson, 1965
- N. immaculata (Gaede, 1927)
- N. natalensis (Felder, 1874)
- N. quadricornis Watson, 1965
- N. ramosa Watson, 1965
- N. unispinosa Watson, 1965